# Angulitermes
Angulitermes es un género de termitas isópteras perteneciente a la familia Termitidae que tiene las siguientes especies:
1. Angulitermes akhorisainensis
2. Angulitermes arabiae
3. Angulitermes asirensis
4. Angulitermes braunsi
5. Angulitermes ceylonicus
6. Angulitermes dehraensis
7. Angulitermes elsenburgi
8. Angulitermes emersoni
9. Angulitermes fletcheri
10. Angulitermes frontalis
11. Angulitermes hussaini
12. Angulitermes jodhpurensis
13. Angulitermes kashmirensis
14. Angulitermes keralai
15. Angulitermes longifrons
16. Angulitermes mishrai
17. Angulitermes nilensis
18. Angulitermes obtusus
19. Angulitermes paanensis
20. Angulitermes punjabensis
21. Angulitermes quadriceps
22. Angulitermes ramanii
23. Angulitermes resimus
24. Angulitermes tilaki
25. Angulitermes truncatus